# 2470 Agematsu
2470 Agematsu este un asteroid din centura principală, descoperit pe 22 octombrie 1976 de Hiroki Kosai și Kiichiro Hurukawa.